# Sansevieria caulescens
Sansevieria caulescens är en sparrisväxtart som beskrevs av Nicholas Edward Brown. Sansevieria caulescens ingår i släktet bajonettliljor, och familjen sparrisväxter. Inga underarter finns listade i Catalogue of Life.